# Kelurahan Tanjungpura
Kelurahan Tanjungpura är en administrativ by i Indonesien.   Den ligger i distriktet Kecamatan Karawang, kabupatenet Kabupaten Karawang och provinsen Jawa Barat, i den västra delen av landet, 50 km öster om huvudstaden Jakarta.